# 星期三港案
《星期三港案》（英語：Wednesday Report），為網絡傳媒平台毛記電視主打新聞紀實節目。於2015年6月10日起首播。

## 簡介
- 節目為1至5分鐘不等的紀實時事紀錄片，是毛記電視首個非惡搞類型的節目，現時實際上節目長達6至9分鐘。名字惡搞自無綫新聞時事專題節目《星期二檔案》。
- 節目宣稱播放時間為逢星期三「癲拿時間」，節目實際上載時間視乎「毛毛」（即毛記電視員工）工作時間而定。
- 2016年8月3日獲得冠名贊助，成為首個獲得冠名贊助的常規節目。 [1]

## 集數
| 集數   | 播映日期 | 主題                             | 備註                   |
| 2015年 |          |                                  |                        |
| 1      | 6月10日  | 黑手興家                         | （页面存档备份，存于） |
| 2      | 6月17日  | 求求你！別抄牌！                 | （页面存档备份，存于） |
| 3      | 6月24日  | 看不見的真相                     | （页面存档备份，存于） |
| 4      | 7月1日   | 賣夢想的人                       | （页面存档备份，存于） |
| 5      | 7月8日   | 瘋子與天使                       | （页面存档备份，存于） |
| 6      | 7月15日  | 請用文明來說服我                 | （页面存档备份，存于） |
| 7      | 7月22日  | 我女兒最醜的寫真                 | （页面存档备份，存于） |
| 8      | 7月29日  | 一把口的羅生門                   | （页面存档备份，存于） |
| 9      | 8月5日   | 天生醜的我                       | （页面存档备份，存于） |
| 10     | 8月12日  | 生命中的美好樹林                 | （页面存档备份，存于） |
| 11     | 8月19日  | 先天不足                         | （页面存档备份，存于） |
| 12     | 8月26日  | 被嫌棄柴犬的一生                 | （页面存档备份，存于） |
| 13     | 9月2日   | 說好的真實北韓呢？               | （页面存档备份，存于） |
| 14     | 9月9日   | 畫之翼                           | （页面存档备份，存于） |
| 15     | 9月16日  | 大埔不安門                       | （页面存档备份，存于） |
| 16     | 9月23日  | 盲探伽俐略                       | （页面存档备份，存于） |
| 17     | 9月30日  | 我係音樂人 (唔係過街老鼠)        | （页面存档备份，存于） |
| 18     | 10月7日  | 劏房戰爭                         | （页面存档备份，存于） |
| 19     | 10月14日 | 順風起了                         | （页面存档备份，存于） |
| 20     | 10月21日 | 零距離補習社                     | （页面存档备份，存于） |
| 21     | 10月28日 | 多謝香港Mr.Wally                 | （页面存档备份，存于） |
| 22     | 11月4日  | 攝影不只Like & Share             | （页面存档备份，存于） |
| 23     | 11月11日 | 的士司機應該是咁的               | （页面存档备份，存于） |
| 24     | 11月18日 | 我阿爸話去選區議員               | （页面存档备份，存于） |
| 25     | 11月25日 | 我係香港人                       | （页面存档备份，存于） |
| 26     | 12月2日  | 打出香港第1位                    | （页面存档备份，存于） |
| 27     | 12月9日  | 一碗拉麵的港中日愛與戰           | （页面存档备份，存于） |
| 28     | 12月16日 | Mr. R的廿三條                    | （页面存档备份，存于） |
| 29     | 12月23日 | 我是悲劇                         | （页面存档备份，存于） |
| 30     | 12月30日 | 不投入，毋寧死                   | （页面存档备份，存于） |
| 2016年 |          |                                  |                        |
| 31     | 1月6日   | 男孩像我                         | （页面存档备份，存于） |
| 32     | 1月13日  | 兩父子終身職業                   | （页面存档备份，存于） |
| 33     | 1月20日  | 90後教師．怪獸家長．繁忙兒童     | （页面存档备份，存于） |
| 34     | 1月27日  | 最好的分離                       | （页面存档备份，存于） |
| 35     | 2月3日   | 殺害動物協會？                   | （页面存档备份，存于） |
| 36     | 2月17日  | 多謝鄭秀文                       | （页面存档备份，存于） |
| 37     | 2月24日  | 女孩不哭                         | （页面存档备份，存于） |
| 38     | 3月2日   | 將憤怒變成分享                   | （页面存档备份，存于） |
| 39     | 3月9日   | 花樣與銀髮                       | （页面存档备份，存于） |
| 40     | 3月16日  | 輪上舞・衣上行                   | （页面存档备份，存于） |
| 41     | 3月23日  | 意志的拳王                       | （页面存档备份，存于） |
| 42     | 3月30日  | 世上只有Band媽好                 | （页面存档备份，存于） |
| 43     | 4月6日   | 愛                               | （页面存档备份，存于） |
| 44     | 4月13日  | 到烏龜國去                       | （页面存档备份，存于） |
| 45     | 4月20日  | 最Like雲呑麵                     | （页面存档备份，存于） |
| 46     | 4月27日  | 喂！點餵？                       | （页面存档备份，存于） |
| 47     | 5月4日   | 兩個生命                         | （页面存档备份，存于） |
| 48     | 5月18日  | 果欄之生活與生存                 | （页面存档备份，存于） |
| 49     | 5月25日  | 魚・石頭・江忞懿                 | （页面存档备份，存于） |
| 50     | 6月1日   | 搬輕你負擔                       | （页面存档备份，存于） |
| 51     | 6月8日   | 心要跳                           | （页面存档备份，存于） |
| 52     | 6月15日  | 4VAN革命                         | （页面存档备份，存于） |
| 53     | 6月22日  | 忘                               | （页面存档备份，存于） |
| 54     | 6月29日  | 我哋想要樂器呀！                 | （页面存档备份，存于） |
| 55     | 7月6日   | 小小鳥的一雙翅膀                 | （页面存档备份，存于） |
| 56     | 7月13日  | 堅・Toy Story                    | （页面存档备份，存于） |
| 57     | 7月20日  | 孩子的天空                       | （页面存档备份，存于） |
| 58     | 7月27日  | 爆漫。十七才                     | （页面存档备份，存于） |
| 59     | 8月3日   | 再見，我的書！                   | （页面存档备份，存于） |
| 60     | 8月10日  | 香港魂：不存在的棒球             | （页面存档备份，存于） |
| 61     | 8月17日  | 我可以不停的愛你們               | （页面存档备份，存于） |
| 62     | 8月24日  | 有我，你淡定！                   | （页面存档备份，存于） |
| 63     | 8月31日  | 我生命中的小小癌症               | （页面存档备份，存于） |
| 64     | 9月7日   | The Magic Hour魔幻時刻           | （页面存档备份，存于） |
| 65     | 9月14日  | 這世界不妨濛一點                 | （页面存档备份，存于） |
| 66     | 9月21日  | 皮膚下我是媽媽                   | （页面存档备份，存于） |
| 67     | 9月28日  | 我們環港夢                       | （页面存档备份，存于） |
| 68     | 10月5日  | 我正衰仔 (原來爸不會愛我)        | （页面存档备份，存于） |
| 69     | 10月12日 | 不安樂伯伯                       | （页面存档备份，存于） |
| 70     | 10月19日 | 我在洞內吶喊                     | （页面存档备份，存于） |
| 71     | 10月26日 | 低一啲的妹妹                     | （页面存档备份，存于） |
| 72     | 11月2日  | 給自己的高度                     | （页面存档备份，存于） |
| 73     | 11月9日  | 諗通佢                           | （页面存档备份，存于） |
| 74     | 11月16日 | 賭・神                           | （页面存档备份，存于） |
| 75     | 11月23日 | 追不上兒子 (媽媽我等你)          | （页面存档备份，存于） |
| 76     | 11月30日 | 不再讓你們流浪                   | （页面存档备份，存于） |
| 77     | 12月7日  | 爭凳仔                           | （页面存档备份，存于） |
| 78     | 12月14日 | 溫暖牌                           | （页面存档备份，存于） |
| 79     | 12月21日 | 星戰外傳－曹聲揚                 | （页面存档备份，存于） |
| 80     | 12月28日 | 標本師－留住死亡的姿態           | （页面存档备份，存于） |
| 2017年 |          |                                  |                        |
| 81     | 1月4日   | 咪＿掉垃圾！                     | （页面存档备份，存于） |
| 82     | 1月11日  | 最「地」博物館－拾回香港童年     | （页面存档备份，存于） |
| 83     | 1月18日  | 修補聽不到的畫面                 | （页面存档备份，存于） |
| 84     | 1月25日  | 思．裂－與我我我我我我我常在     | （页面存档备份，存于） |
| 85     | 2月8日   | 我腦海中填滿的白紙               | （页面存档备份，存于） |
| 86     | 2月15日  | 並唔係化學空氣！                 | （页面存档备份，存于） |
| 87     | 2月22日  | BB醫生－將天真獻給孤獨           | （页面存档备份，存于） |
| 88     | 3月1日   | 落地獄 (致身在監獄的XXXXXXXX)    | （页面存档备份，存于） |
| 89     | 3月8日   | 征服怪獸的家長                   | （页面存档备份，存于） |
| 90     | 3月15日  | 香港．人之境                     | （页面存档备份，存于） |
| 91     | 3月22日  | 同學仔都係人！                   | （页面存档备份，存于） |
| 92     | 3月29日  | Jacky                            | （页面存档备份，存于） |
| 93     | 4月5日   | 傻佬・刀王                       | （页面存档备份，存于） |
| 94     | 4月12日  | 他的剃刀                         | （页面存档备份，存于） |
| 95     | 4月19日  | 一念深情                         | （页面存档备份，存于） |
| 96     | 4月26日  | 最美麗的...意外                  | （页面存档备份，存于） |
| 97     | 5月3日   | 不是富豪的雪糕                   | （页面存档备份，存于） |
| 98     | 5月10日  | 媽媽救女兒                       | （页面存档备份，存于） |
| 99     | 5月17日  | 迷・路                           | （页面存档备份，存于） |
| 100    | 5月24日  | 你還看書嗎？                     | （页面存档备份，存于） |
| 101    | 5月31日  | 彈牙！                           | （页面存档备份，存于） |
| 102    | 6月7日   | 做到hihi的馬仔                   | （页面存档备份，存于） |
| 103    | 6月14日  | 兒子製輪椅                       | （页面存档备份，存于） |
| 104    | 6月21日  | 我係貓王救世人                   | （页面存档备份，存于） |
| 105    | 6月28日  | 向日葵末日盛放                   | （页面存档备份，存于） |
| 106    | 7月5日   | 你愛，係唔應該龜縮㗎！           | （页面存档备份，存于） |
| 107    | 7月12日  | 撲水啦喂！                       | （页面存档备份，存于） |
| 108    | 7月19日  | Hip hop・英雄                    | （页面存档备份，存于） |
| 109    | 7月26日  | 世上只有...我不好                | （页面存档备份，存于） |
| 110    | 8月2日   | 你要相信超人                     | （页面存档备份，存于） |
| 111    | 8月9日   | 你要懂得愛自己 (然後放低)        | （页面存档备份，存于） |
| 112    | 8月24日  | 錢買不到的...                    | （页面存档备份，存于） |
| 113    | 8月30日  | 傷城－自己城市自己救             | （页面存档备份，存于） |
| 114    | 9月6日   | 我們不恨晚                       | （页面存档备份，存于） |
| 115    | 9月13日  | 天橋上的歌                       | （页面存档备份，存于） |
| 116    | 9月20日  | 陪著你走                         | （页面存档备份，存于） |
| 117    | 9月27日  | 落街冇錢買健身                   | （页面存档备份，存于） |
| 118    | 10月4日  | 救扇英雄                         | （页面存档备份，存于） |
| 119    | 10月11日 | 波子是無辜的                     | （页面存档备份，存于） |
| 120    | 10月18日 | 不痛，不痛                       | （页面存档备份，存于） |
| 121    | 10月25日 | 花劍男孩－華麗與沮喪             | （页面存档备份，存于） |
| 122    | 11月1日  | 世界級！香港刺客                 | （页面存档备份，存于） |
| 123    | 11月8日  | 不・以和為貴 Hidden Agenda       | （页面存档备份，存于） |
| 124    | 11月15日 | 你老豆我紮獅頭！                 | （页面存档备份，存于） |
| 125    | 11月22日 | 看不破紅塵                       | （页面存档备份，存于） |
| 126    | 11月29日 | 別再傷害我們的孩子               | （页面存档备份，存于） |
| 127    | 12月6日  | 怎去清洗 我的低端人生？          | （页面存档备份，存于） |
| 128    | 12月13日 | 你，不低頭！                     | （页面存档备份，存于） |
| 129    | 12月20日 | 已是不規則                       | （页面存档备份，存于） |
| 130    | 12月27日 | 再見！白飯任添堂                 | （页面存档备份，存于） |
| 2018年 |          |                                  |                        |
| 131    | 1月3日   | 摩天輪行動                       | （页面存档备份，存于） |
| 132    | 1月10日  | 逆權工人                         | （页面存档备份，存于） |
| 133    | 1月17日  | 我的5個寶貝命根                  | （页面存档备份，存于） |
| 134    | 1月24日  | 我有一個真相，你會用幾錢買？     | （页面存档备份，存于） |
| 135    | 1月31日  | 籃實我的菜園村                   | （页面存档备份，存于） |
| 136    | 2月7日   | 手天使－不存在的性事？           | （页面存档备份，存于） |
| 137    | 2月14日  | 好多Honeysss與世上唯一的花       | （页面存档备份，存于） |
| 138    | 2月28日  | 巴士前的女車長                   | （页面存档备份，存于） |
| 139    | 3月7日   | 唱一首動人的歌                   | （页面存档备份，存于） |
| 140    | 3月14日  | 沒鳥南生圍                       | （页面存档备份，存于） |
| 141    | 3月21日  | 打舖機贏畀你睇！                 | （页面存档备份，存于） |
| 142    | 3月28日  | 你是我最完美的兒子               | （页面存档备份，存于） |
| 143    | 4月4日   | 夜麻麻，蛙？蛙。哇！             | （页面存档备份，存于） |
| 144    | 4月11日  | 無辜的小狗                       | （页面存档备份，存于） |
| 145    | 4月18日  | 你的鞋，我的根                   | （页面存档备份，存于） |
| 146    | 4月25日  | 我想多謝花                       | （页面存档备份，存于） |
| 147    | 5月2日   | 獨臂的情歌                       | （页面存档备份，存于） |
| 148    | 5月9日   | 我母語就係粵語！                 | （页面存档备份，存于） |
| 149    | 5月16日  | 不孤單媽媽                       | （页面存档备份，存于） |
| 150    | 5月23日  | 親愛的油麻地：                   | （页面存档备份，存于） |
| 151    | 5月30日  | 攬炒吧旺角                       | （页面存档备份，存于） |
| 152    | 6月6日   | 看得見的電影                     | （页面存档备份，存于） |
| 153    | 6月13日  | 請不要離坐                       | （页面存档备份，存于） |
| 154    | 6月20日  | 請救救我吧！                     | （页面存档备份，存于） |
| 155    | 6月27日  | 短暫的媽媽                       | （页面存档备份，存于） |
| 156    | 7月4日   | 呢粒最最最靚仔種子               | （页面存档备份，存于） |
| 157    | 7月11日  | 他在香港尋公義，錯了嗎？         | （页面存档备份，存于） |
| 158    | 7月25日  | 一一                             | （页面存档备份，存于） |
| 159    | 8月1日   | 撐下去                           | （页面存档备份，存于） |
| 160    | 8月8日   | 執屋行頭 整理頭家                | （页面存档备份，存于） |
| 161    | 8月15日  | 吃下去的勇氣                     | （页面存档备份，存于） |
| 162    | 8月22日  | 愛之貓                           | （页面存档备份，存于） |
| 163    | 8月29日  | 死亡不忌                         | （页面存档备份，存于） |
| 164    | 9月5日   | 我好想打籃球啊!!!                | （页面存档备份，存于） |
| 165    | 9月12日  | 最後的救命藥                     | （页面存档备份，存于） |
| 166    | 9月18日  | 點會吹得散香港人！               | （页面存档备份，存于） |
| 167    | 9月26日  | 絕地教室                         | （页面存档备份，存于） |
| 168    | 10月3日  | 小熊告別禮                       | （页面存档备份，存于） |
| 169    | 10月10日 | 毛孩救兵                         | （页面存档备份，存于） |
| 170    | 10月17日 | 明日大愚                         | （页面存档备份，存于） |
| 171    | 10月24日 | 跌打2.0                          | （页面存档备份，存于） |
| 172    | 10月31日 | 剛柔・太・極致                   | （页面存档备份，存于） |
| 173    | 11月7日  | 港產片，好嘢嚟㗎                 | （页面存档备份，存于） |
| 174    | 11月14日 | 唔好做廁等公民呀！               | （页面存档备份，存于） |
| 175    | 11月21日 | 一個沒有英雄能力的英雄故事       | （页面存档备份，存于） |
| 176    | 11月28日 | 有種旅行叫融入當地               | （页面存档备份，存于） |
| 177    | 12月5日  | 中學最光輝的時刻                 | （页面存档备份，存于） |
| 178    | 12月12日 | 廣東話？正體字？梗係勁揪啦！     | （页面存档备份，存于） |
| 179    | 12月19日 | 爸爸，321，Go～Shoot             | （页面存档备份，存于） |
| 2019年 |          |                                  |                        |
| 180    | 1月2日   | 陳伯溫暖牌毛冷                   | （页面存档备份，存于） |
| 181    | 1月9日   | 歡迎來到痛哭酒館                 | （页面存档备份，存于） |
| 182    | 1月16日  | 活著FIFA 69歲                    | （页面存档备份，存于） |
| 183    | 1月23日  | 失明．女工．車衣機               | （页面存档备份，存于） |
| 184    | 1月30日  | 我們爆煲了                       | （页面存档备份，存于） |
| 185    | 2月13日  | 唔好停，一直跑！                 | （页面存档备份，存于） |
| 186    | 2月20日  | 特約演員的自我修養               | （页面存档备份，存于） |
| 187    | 2月27日  | 我係雪糕車伯伯                   | （页面存档备份，存于） |
| 188    | 3月6日   | 別了 Co-Co!                      | （页面存档备份，存于） |
| 189    | 3月13日  | 誰理解我們的壓力？               | （页面存档备份，存于） |
| 190    | 3月20日  | 幪面超人－變身！                 | （页面存档备份，存于） |
| 191    | 3月27日  | 100種食薯條的方法                | （页面存档备份，存于） |
| 192    | 4月3日   | 250磅減肥黑歷史                  | （页面存档备份，存于） |
| 193    | 4月10日  | 死亡筆記錄                       | （页面存档备份，存于） |
| 194    | 4月17日  | 兒子的疤痕                       | （页面存档备份，存于） |
| 195    | 4月24日  | 清潔工的尊嚴                     | （页面存档备份，存于） |
| 196    | 5月1日   | 視障人士的心聲                   | （页面存档备份，存于） |
| 197    | 5月8日   | 我要我嘅社區變正啲！             | （页面存档备份，存于） |
| 198    | 5月15日  | 再見白頭髮                       | （页面存档备份，存于） |
| 199    | 5月22日  | 鞦韆的童話                       | （页面存档备份，存于） |
| 200    | 5月29日  | 愛在彩虹旗飄揚時                 | （页面存档备份，存于） |
| 201    | 6月29日  | 對不起，下一代                   | （页面存档备份，存于） |
| 202    | 9月4日   | 黑夜恐襲2.0                      | （页面存档备份，存于） |
| 203    | 9月12日  | 我的救命恩人                     | （页面存档备份，存于） |
| 204    | 9月19日  | 和你走過烽煙大地                 | （页面存档备份，存于） |
| 205    | 10月31日 | 牠們才是沉默的一群               | （页面存档备份，存于） |
| 2020年 |          |                                  |                        |
| 206    | 1月15日  | 地球在吶喊                       | （页面存档备份，存于） |
| 207    | 1月23日  | 霞姨：放飯喇～                   | （页面存档备份，存于） |
| 208    | 4月23日  | 疫境掙扎：空少變紮鐵工           | （页面存档备份，存于） |
| 209    | 5月4日   | 電影寒冬                         | （页面存档备份，存于） |
| 210    | 5月20日  | 深山醫護與隱世老人               | （页面存档备份，存于） |
| 211    | 5月22日  | 太后退位：吳志森                 | （页面存档备份，存于） |
| 212    | 7月19日  | 忘不了的創傷－721                | （页面存档备份，存于） |
| 213    | 7月25日  | 切爾諾貝爾寓言                   | （页面存档备份，存于） |
| 214    | 8月1日   | 醫護心聲：每一個住酒店的晚上     | （页面存档备份，存于） |
| 215    | 8月15日  | 地球溶得下的「膠」袋             | （页面存档备份，存于） |
| 216    | 9月18日  | 2月14的30條命案                  | （页面存档备份，存于） |
| 217    | 10月15日 | 西九外牆「性感」廣告風波         | （页面存档备份，存于） |
| 218    | 10月29日 | 國泰怎麼了？                     | （页面存档备份，存于） |
| 219    | 11月4日  | 失業自救－大埔區                 | （页面存档备份，存于） |
| 220    | 11月19日 | 一位獸醫的告解                   | （页面存档备份，存于） |
| 221    | 12月9日  | 有線失去的人才                   | （页面存档备份，存于） |
| 222    | 12月30日 | 疫情下的老中青                   | （页面存档备份，存于） |
| 2021年 |          |                                  |                        |
| 223    | 1月6日   | 消失了的一年學界                 | （页面存档备份，存于） |
| 224    | 1月27日  | 累？又如何。－一位移民爸爸的心聲 | （页面存档备份，存于） |
| 225    | 2月10日  | 浪浪送行者                       | （页面存档备份，存于） |
| 226    | 2月24日  | 重生之犢                         | （页面存档备份，存于） |
| 227    | 3月31日  | 全國冠軍，搵到食咩？             | （页面存档备份，存于） |
| 228    | 4月14日  | 走進三代人的心－隨意門           | （页面存档备份，存于） |
| 229    | 4月21日  | 幸運遇著你                       | （页面存档备份，存于） |
| 230    | 4月28日  | 23年的迷思－旺角天橋             | （页面存档备份，存于） |
| 231    | 5月13日  | 改寫狗狗的一生                   | （页面存档备份，存于） |
| 232    | 5月26日  | 86歲大師傅，仲學緊寫字？         | （页面存档备份，存于） |
| 233    | 6月17日  | 60歲先嚟做湊仔公                 | （页面存档备份，存于） |
| 234    | 6月23日  | 未能開咪說再見的遺憾－曾志豪     | （页面存档备份，存于） |
| 235    | 6月30日  | 最後主播－謝馨怡                 | （页面存档备份，存于） |
| 236    | 7月7日   | 泰國嫁香港－豆姨姨的愛情故事     | （页面存档备份，存于） |
| 237    | 7月14日  | 香港改嫁潮                       | （页面存档备份，存于） |
| 238    | 8月11日  | 殘奧運動員的精彩人生             | （页面存档备份，存于） |
| 239    | 8月18日  | 再出發－伍家朗                   | （页面存档备份，存于） |
| 240    | 8月25日  | 君如問，偉仔蘇媽答               | （页面存档备份，存于） |
| 241    | 9月1日   | 陰間設計師                       | （页面存档备份，存于） |
| 242    | 9月11日  | 軟餐女俠 變身！                  | （页面存档备份，存于） |
| 243    | 9月15日  | 你棄養，我接養                   | （页面存档备份，存于） |
| 244    | 9月25日  | 媽媽的Superpower                 | （页面存档备份，存于） |
| 245    | 10月6日  | 香港女孩，遊歷核武國家伊朗       | （页面存档备份，存于） |
| 246    | 10月13日 | 辛苦了，下班了                   | （页面存档备份，存于） |
| 247    | 10月23日 | 消防員的極限運動                 | （页面存档备份，存于） |
| 248    | 10月27日 | 佢隻雀仔 好過癮                  | （页面存档备份，存于） |
| 249    | 11月3日  | 時間到 中文科口試完結            | （页面存档备份，存于） |
| 250    | 11月10日 | 遺宅整理師                       | （页面存档备份，存于） |
| 251    | 11月17日 | 鑽石婚的他們                     | （页面存档备份，存于） |
| 252    | 11月24日 | 我們想生存，是錯嗎？             | （页面存档备份，存于） |

## 獎項
- 2016年5月11日：《毛記電視頒獎典禮》「最Like節目」。

## 節目調動
- 2016年6月8日，臨時將《4van革命》順延一集，臨時拍攝並播放《心要跳》，報道香港中文大學學生馬倬朗急需心臟捐贈一事。
- 2016年6月15日起，改由毛記電視偽員擔任旁白。

## 暫停播映
- 2016年2月10日：農曆新年假期，同期以《猴子偷毛賀新春》代替。
- 2016年5月11日：播放萬千呃Like賀台慶。

## 外部連結
- 《星期三港案》節目重溫 （页面存档备份，存于）